# Delphacodes denticauda
Delphacodes denticauda är en insektsart som först beskrevs av Karl Henrik Boheman 1847.  Delphacodes denticauda ingår i släktet Delphacodes och familjen sporrstritar. Utöver nominatformen finns också underarten D. d. palliditestacea.